# پدرسا د لا بگا

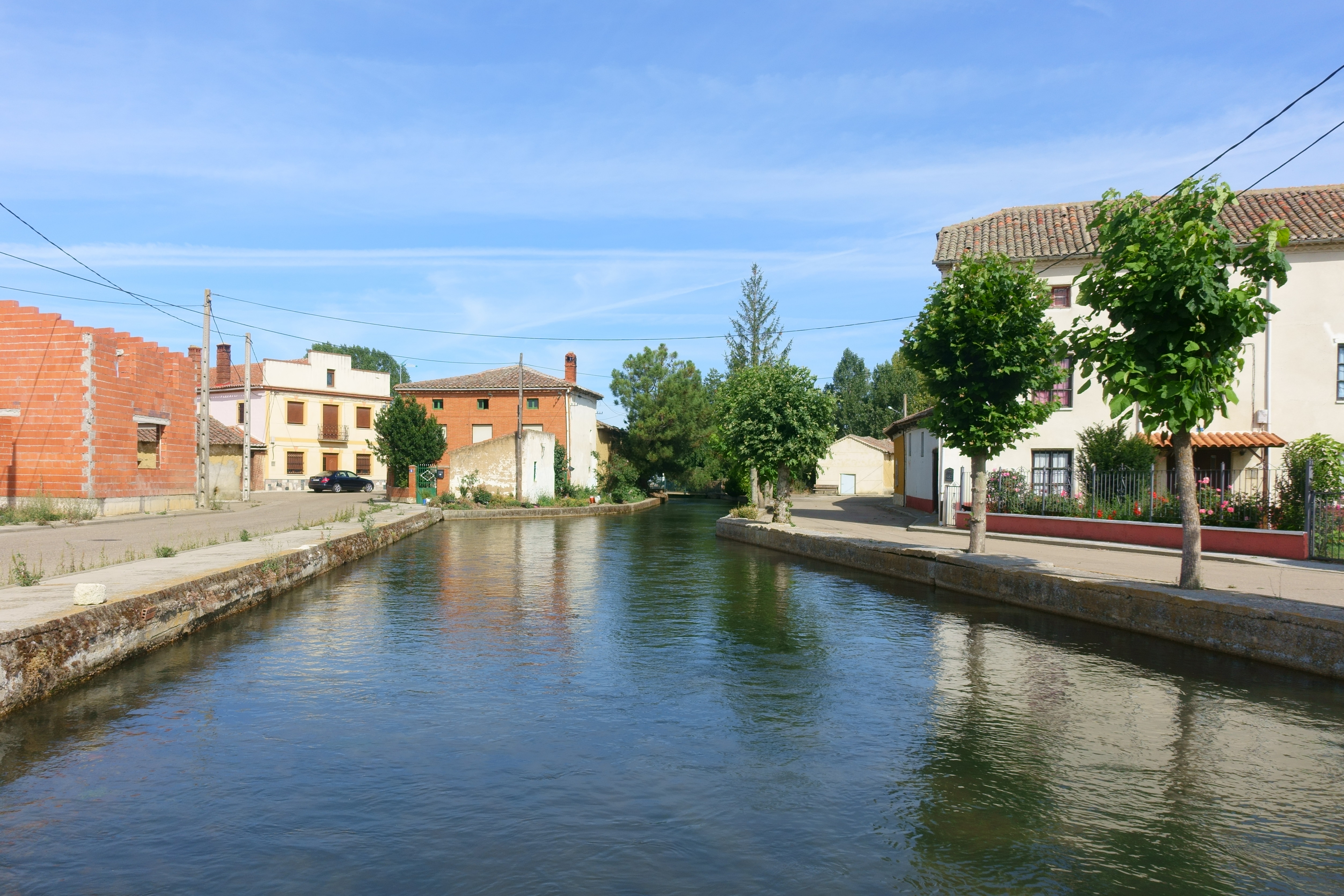
تصویری از شهرستان پدرسا د لا بگا

پدرسا د لا بگا (به اسپانیایی: Pedrosa de la Vega) یک شهرستان در اسپانیا است که در استان پالنسیا واقع شده‌است.

## خصوصیات
پدرسا د لا بگا ۲۱ کیلومترمربع مساحت و ۳۶۶ نفر جمعیت دارد.